# R/wallstreetbets
r/wallstreetbets은 서브레딧 중 하나이다. 레딧 참가자들이 주식 및 옵션 거래에 대해 토론한다. 다채롭고 불경스러운 전문 용어, 공격적인 거래 전략, 2021년 초 며칠 만에 일부 미국 기업과 공매도자에게 손실을 초래한 게임스톱 쇼트 스퀴즈에서 중요한 역할을 한 것으로 유명해졌다.
커뮤니티는 9년 넘게 커뮤니티를 운영해 온 u/OPINION_IS_UNPOPULAR이 운영한다.

## 같이 보기
- 인터넷 밈